# Jewel of Jewels
Albums de MAX
Emotional History
(2001) Be Max
(2010)
Remix par MAX
Maximum Trance
(2002) New Edition
(2008)
Compilations par MAX
Precious Collection
(2002)
Singles
1. Eternal White
Sortie : 20 novembre 2002
2. Festa
Sortie : 12 mars 2003
3. Love Screw
Sortie : 6 août 2003
4. Be With You
Sortie : 30 juin 2004
5. Nirai Kanai
Sortie : 6 juillet 2005
6. Anata wo Omô Hodo
Sortie : 30 novembre 2005

Jewel of Jewels est le cinquième album original du groupe MAX.

## Présentation
L'album sort le 22 février 2006 au Japon sur le label Sonic Groove d'Avex ; c'est le premier album de MAX à sortir sur ce label, le premier à être produit par le groupe lui-même, et le premier à sortir également au format CD+DVD incluant un DVD en supplément. Il n'atteint que la 53e place du classement des ventes de l'Oricon, et ne reste classé que pendant deux semaines. Il restera l'album le moins vendu de MAX.
Le groupe n'avait pas sorti d'album original depuis cinq ans, après Emotional History sorti en 2001 (entre-temps sont cependant sortis en 2002 sa compilation Precious Collection et son album de remix Maximum Trance). Il était prévu que le groupe enregistre un album original en 2002, mais le départ de Mina, l'une des chanteuses principales, enceinte, a fait annuler le projet ; Jewel of Jewels est donc le premier (et unique) album du groupe avec sa remplaçante, Aki. MAX ne sortira pas d'autre album studio pendant quatre ans, jusqu'à Be Max en 2010 avec Mina de retour.
Comme les trois précédents albums originaux, c'est un album de style pop composé majoritairement de titres originaux. Il contient douze chansons (plus trois interludes instrumentaux), dont deux reprises de titres occidentaux adaptées en japonais ; trois chansons sont cette fois de genre folk d'Okinawa. 
Six des chansons de l'album étaient déjà parues précédemment sur les six singles du groupe sortis au cours des quatre années précédentes : Eternal White, Festa, Love Screw, Be With You (en) (reprise du titre d'Atomic Kitten), Nirai Kanai (reprise du titre Rain de Christine), et Anata wo Omô Hodo. Les chansons des quatre singles les précédant, sortis en 2001, ne figurent donc pas sur l'album, mais étaient déjà parues sur la compilation Precious Collection.
La chanson qui ouvre l'album (après une introduction instrumentale), It's Time to "Shine!", est la première que le groupe interprète entièrement en anglais. La dernière chanson de l'album, Melty Love, a été utilisée comme thème de fin de l'émission télévisée Rajikaru. Le DVD de l'édition CD+DVD contient les clips vidéo des six titres sortis en single, ainsi qu'un making of.

## Liste des titres
| CD    | CD | CD                                                                                | CD    | CD | CD | CD | CD | CD | CD |
| No    | Titre | Paroles / Musique et/ou arrangements                                              | Durée |    |    |    |    |    |    |
| ----- | --- | --------------------------------------------------------------------------------- | ----- | -- | -- | -- | -- | -- | -- |
| 1.    | The Beginning of Jewel of Jewels (instrumental)                                                                      | Non crédité                                                                       | 0:40  |    |    |    |    |    |    |
| 2.    | It's Time to "Shine!" (It's time to "Shine"!)                                                                        | Zooco / K-Muto, Zooco / K-Muto                                                    | 3:22  |    |    |    |    |    |    |
| 3.    | What's Going On (What's going on)                                                                                    | Mavie (rap : Miss Monday / Reo / Reo                                              | 4:44  |    |    |    |    |    |    |
| 4.    | Love Screw (LOVE SCREW) (26e single)                                                                                 | Takeshi Aida / Keiichi Ueno / Keiichi Ueno                                        | 3:43  |    |    |    |    |    |    |
| 5.    | Festa (25e single)                                                                                                   | Kiichi Yokoyama / Yokoyama / "Daichi" Suzuki                                      | 3:30  |    |    |    |    |    |    |
| 6.    | Aqua (AQUA) (instrumental)                                                                                           | Non crédité                                                                       | 0:58  |    |    |    |    |    |    |
| 7.    | Mirage (mirage) | MAX / Makoto Sakuma / Tsuyoshi Watanabe                                           | 5:11  |    |    |    |    |    |    |
| 8.    | Nirai Kanai (Kariyushi Remix) (ニライカナイ...) (version remixée du 28e single ; reprise du titre Rain de Christine) | MAX / S. Castagna, C. Codenotti, E. Somenzi / Ace, S. Castagna, Tsuyoshi Watanabe | 4:39  |    |    |    |    |    |    |
| 9.    | Kira Kirari (きらきらり)                                                                                             | MAX, Saori Fueda / Masaru Shimabukuro                                             | 5:45  |    |    |    |    |    |    |
| 10.   | Be With You (27e single ; reprise du titre d'Atomic Kitten)                                                          | Keiko Yamamoto / Jeff Lynne / Satoshi Hidaka                                      | 4:10  |    |    |    |    |    |    |
| 11.   | Eternal White (eternal white) (24e single)                                                                           | Yuji Toriumi (rap : Nana) / Keiichi Ueno                                          | 4:34  |    |    |    |    |    |    |
| 12.   | Anata wo Omô Hodo (あなたを想うほど) (29e single)                                                                    | Tetsuhiko / Tetsuhiko / Sadahiro Nakano                                           | 4:45  |    |    |    |    |    |    |
| 13.   | Naughty Boy | Zooco / K-Muto / K-Muto                                                           | 3:30  |    |    |    |    |    |    |
| 14.   | Melty Love (MELTY LOVE)                                                                                              | Zooco / K-Muto, Zooco / K-Muto                                                    | 3:34  |    |    |    |    |    |    |
| 15.   | The Closing of Jewel of Jewels (instrumental)                                                                        | Non crédité                                                                       | 0:48  |    |    |    |    |    |    |
| 53:51 | |                                                                                   |       |    |    |    |    |    |    |

| 1. | Eternal White (eternal white)                   | Clip du 24e single | 4:36 |
| 2. | Festa                                           | Clip du 25e single | 3:40 |
| 3. | Love Screw (LOVE SCREW)                         | Clip du 26e single | 3:56 |
| 4. | Be With You                                     | Clip du 27e single | 4:19 |
| 5. | Nirai Kanai (ニライカナイ)                      | Clip du 28e single | 5:10 |
| 6. | Anata wo Omô Hodo (あなたを想うほど)            | Clip du 29e single | 4:50 |
| 7. | Making (Recording & Member's Voice) (MAKING...) | Making of          | 7:56 |